# غرش (فیلم ۱۹۸۱)
غرش (به انگلیسی: Roar) یک فیلم ماجراجویی کمدی آمریکایی است که در سال ۱۹۸۱ منتشر شد. به نویسندگی و کارگردانی نوئل مارشال. داستان فیلم به دنبال هنک، یک طبیعت‌شناس است که با شیرها، ببرها و دیگر گربه‌های بزرگ در یک منطقه حفاظت‌شده در آفریقا زندگی می‌کند. وقتی خانواده‌اش به ملاقات او می‌روند، در عوض با گروهی از حیوانات روبرو می‌شوند. در این فیلم مارشال در نقش هنک، همسر واقعی او تیپی هدرن در نقش همسرش مادلین، و دختر هدرن، ملانی گریفیث و پسران مارشال، جان و جری مارشال در نقش‌های فرعی بازی می‌کنند.
در سال ۱۹۶۹، در حالی که هدرن مشغول فیلمبرداری فیلم برداشت شیطان در موزامبیک بود، او و مارشال فرصتی برای مشاهده حرکت غرور شیرها به خانه‌ای که اخیراً تخلیه شده بود، به دلیل افزایش شکار غیرقانونی مشاهده کردند. آنها تصمیم گرفتند فیلمی با محوریت این موضوع بسازند و تولید از زمانی که اولین فیلمنامه در سال ۱۹۷۰ به پایان رسید شروع شد. آنها شروع به آوردن گربه‌های بزرگ نجات یافته به خانه‌های خود در کالیفرنیا کردند و با آنها زندگی کردند. فیلمبرداری در سال ۱۹۷۶ آغاز شد. بعد از پنج سال تمام شد این فیلم پس از ۱۱ سال ساخت به‌طور کامل به پایان رسید. غرش در ابتدا در آمریکای شمالی منتشر نشد. در عوض، در سال ۱۹۸۱، نوئل و جان مارشال آن را به صورت بین‌المللی منتشر کردند. این فیلم علیرغم عملکرد خوب در آلمان و ژاپن، در باکس آفیس شکست خورد و ۲ میلیون دلار در سراسر جهان در برابر بودجه ۱۷ میلیون دلاری فروخت. در سال ۲۰۱۵، ۳۴ سال پس از اکران اصلی این فیلم، توسط درفت‌هاوس فیلمز در سینماهای ایالات متحده اکران شد. پیام رور برای حفاظت از حیات وحش آفریقا و همچنین تعاملات حیوانی آن توسط منتقدان مورد ستایش قرار گرفت، اما طرح، داستان، لحن ناهماهنگ، دیالوگ و ویرایش آن مورد انتقاد قرار گرفت.
بازیگران و اعضای گروه این فیلم در طول فیلمبرداری با موقعیت‌های خطرناکی مواجه شدند. هفتاد نفر از جمله ستاره‌های فیلم بر اثر حملات متعدد حیوانات مجروح شدند. سیل از یک سد باعث از بین رفتن بسیاری از مجموعه و تجهیزات در طول ساخت آن شد و بودجه فیلم به شدت افزایش یافت. در سال ۱۹۸۳، هدرن بنیاد رور را تأسیس کرد و پناهگاه حفاظت شده شامبالا را برای نگهداری از حیواناتی که در فیلم ظاهر می‌شوند، تأسیس کرد. او همچنین کتابی به نام گربه‌های شامبالا (۱۹۸۵) دربارهٔ وقایعی که در طول تولید آن رخ داد نوشت. این فیلم به عنوان «خطرناک‌ترین فیلم ساخته شده تا کنون» و «پرهزینه‌ترین فیلم خانگی ساخته شده تا کنون» توصیف شده‌است و طرفداران زیادی پیدا کرده‌است.

## بازخوردها
غرش دارای امتیاز تأیید ۷۲٪ (براساس ۲۵ بررسی) در وب سایت جمع‌آوری بررسی راتن تومیتوز با میانگین امتیاز ۵٫۷ از ۱۰ است. بر اساس اجماع انتقادی این سایت: «فیلم ممکن است از نظر بازیگری، داستان‌گویی یا تولید کلی رضایت‌بخش نباشد، اما خطر واقعی روی پرده دور زدن را دشوار می‌کند.» این فیلم دارای میانگین وزنی نمره ۶۵ است. از ۱۰۰ (براساس ۹ منتقد) در متاکریتیک، که نشان‌دهنده «بررسی‌های عموماً مطلوب» است.

### گیشه
درآمد جهانی این فیلم (به استثنای ایالات متحده) کمتر از ۲ میلیون دلار در برابر بودجه ۱۷ میلیون دلاری آن بود که فیلم را به یک بمب گیشه تبدیل کرد. هدرن پیش‌بینی کرده بود که موفق خواهد شد، با پیش‌بینی درآمد ۱۲۵ تا ۱۵۰ میلیون دلار، و در سال ۱۹۸۲ ادعا کرد که ماهانه ۱ میلیون دلار درآمد دارد. اگرچه در آلمان غربی و ژاپن محبوب بود، اما در گیشه به خوبی عمل کرد. با وجود این، جان مارشال بعداً در مصاحبه‌ای با گرنتلند گفت که به دلیل موفقیت فیلم در آلمان غربی و ژاپن، «دو میلیون دلار فاصله زیادی دارد». توزیع کننده دومی ۱ میلیون دلار پرداخت کرد و نوئل مارشال به او گفت که فیلم ۱۰ میلیون دلار ساخته‌است. در آخر هفته افتتاحیه در بازنشر ۱۵٫۰۶۴ دلار ناخالص داشت که با فروش داخلی ۱۱۰٫۰۴۸ دلار به پایان رسید.